# Tomor Alizoti
Tomor Alizoti (ur. 6 grudnia 1976 w Lushnji) – albański dyplomata i polityk.

## Życiorys
W 2000 roku ukończył studia germanistyczne, następnie kształcił się w zakresie pedagogiki i socjologii na Uniwersytecie w Mannheimie, a w 2007 roku ukończył studia na Wyższej Szkole Dyplomatycznej w Berlinie. Od 2006 do 2010 roku piastował funkcję sekretarza Ambasady Albanii w Berlinie.
W latach 2010-2013 wykładał na Uniwersytecie Justyniana w Tiranie. Zaangażował się następnie w działalność polityczną, pełniąc w latach 2014-2015 funkcję radnego Tirany. Został następnie wykładowcą Uniwersytetu Luarasi w Tiranie. Zasiadł w Zgromadzeniu Albanii jako reprezentant Demokratycznej Partii Albanii.